# (244) Sita
(244) Sita es un asteroide perteneciente al cinturón de asteroides descubierto el 14 de octubre de 1884 por Johann Palisa desde el observatorio de Viena, Austria.
Está posiblemente nombrado por Sita, una diosa de la mitología hindú.

## Características orbitales
Sita forma parte de la familia asteroidal de Flora.